# Goodeidae
De Goodeidae zijn een familie van straalvinnige vissen uit de orde tandkarpers (Cyprinodontiformes). De vissen uit deze familie zijn levendbarend.

## Geslachten
- Allodontichthys C.L. Hubbs & C.L. Turner, 1939
- Alloophorus C.L. Hubbs & C.L. Turner, 1939
- Allotoca C.L. Hubbs & C.L. Turner, 1939
- Ameca R.R. Miller & Fitzsimons, 1971
- Ataeniobius C.L. Hubbs & C.L. Turner, 1939
- Chapalichthys Meek, 1902
- Characodon Günther, 1866
- Crenichthys C.L. Hubbs, 1932
- Empetrichthys C.H. Gilbert, 1893
- Girardinichthys Bleeker, 1860
- Goodea D.S. Jordan, 1880
- Hubbsina F. de Buen, 1940
- Ilyodon C.H. Eigenmann, 1907
- Skiffia Meek, 1902
- Xenoophorus C.L. Hubbs & C.L. Turner, 1939
- Xenotaenia C.L. Turner, 1946
- Xenotoca C.L. Hubbs & C.L. Turner, 1939
- Zoogoneticus Meek, 1902